# Radew (Fluss)
Der Radew (deutsch Radüe) ist ein 83 Kilometer langer rechten Nebenflusses der Parsęta (Persante) in Hinterpommern.

## Verlauf
|  |

Die Radüe entspringt auf dem Pommerschen Landrücken bei dem Dorf Sępolno Wielkie (Groß Karzenburg) ostsüdöstlich von Bublitz (Bobolice) und mündet bei Körlin (Karlino) in die  Persante. Sie ist deren wichtigster Nebenfluss.
Bei dem Dorf Nedlin (heute Niedalino) wurde von 1909 bis 1911 ein Stausee zur Gewinnung elektrischer Energie angelegt, der den Namen Heykasee erhielt. Östlich davon bei Roßnow (heute Rosnowo) folgte 1920 ein weiterer Stausee. 